# Avery Island

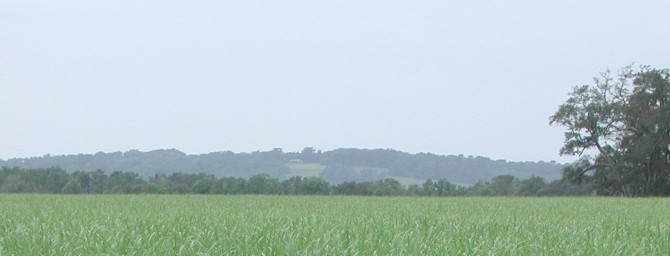
Pohled na Avery Island

Avery Island (Averyho ostrov, dřívějším názvem Île Petite Anse) je místo v Louisianě, kde se vyrábí omáčka Tabasco. Navzdory názvu to ve skutečnosti není ostrov, ale terénní vyvýšenina, přesahující okolní bažinatou rovinu o 50 metrů. Mořské pobřeží (Vermilion Bay) je vzdáleno 5 km, nejbližším městem je New Iberia.

## Geografie
Avery Island má rozlohu 8,9 km² a leží v litorální oblasti 225 km západně od New Orleans. Je tvořen solnou kupolí, která vznikla jako evaporit v deltě Mississippi. Ostrov je porostlý stálezelenými duby, byly zde vysázeny pěnišníky, papyrus, vistárie a další exotické rostliny. Na ostrově byla roku 1895 založena přírodní rezervace Jungle Garden o rozloze 0,69 km², kde hnízdí mořští ptáci, především volavka bělostná. Na Avery Islandu se vyskytuje také aligátor americký a jelenec běloocasý.

## Historie

Výrobna tabasca

Ve třicátých letech 19. století získala ostrov rodina Averyů a zřídila na jeho úrodné půdě plantáže cukrové třtiny. V roce 1862 byl otevřen solný důl, který fungoval do konce druhé světové války (zdejší ložiska soli ovšem využívali už Indiáni). V roce 1868 se začala ze zdejších papriček, soli a octa vyrábět omáčka Tabasco ®. Dnes už ovšem místní zdroje nestačí poptávce a většina papriček se dováží ze střední Ameriky. Na ostrově jsou také zásoby ropy.

## Zajímavost
Hudební skupina Neutral Milk Hotel nazvala své první album On Avery Island.